# Konrad von Brauchitsch (General)
Konrad Louis Eduard von Brauchitsch (* 7. November 1853 in Berlin; † 4. Februar 1916 in Potsdam) war ein preußischer Generalmajor.

## Leben

### Herkunft
Konrad war ein Sohn des preußischen Generals der Infanterie Eduard von Brauchitsch (1798–1869) und dessen zweiter Ehefrau Auguste, geborene von Schenck (1819–1892). Sein Bruder Louis (1857–1930) wurde preußischer Generalleutnant, seine zwei Brüder aus der ersten Ehe seines Vaters Karl (1822–1896) und Eduard (1827–1889) wurden ebenfalls Generalmajore.

### Militärkarriere
Brauchitsch besuchte die Elementarschule sowie das Gymnasium in Luxemburg und dann das Gymnasium in Halle (Saale). Daran schloss sich der Besuch der Kadettenhäuser in Potsdam und Berlin an. Anschließend wurde er nach dem Beginn des Krieges gegen Frankreich am 2. August 1870 als charakterisierter Portepeefähnrich dem Ersatz-Bataillon des Königs-Grenadier-Regiment (2. Westpreußisches) Nr. 7 der Preußischen Armee überwiesen. Mitte des Monats kam er zum mobilen Regiment, nahm an den Kämpfen bei Sedan, Petit Bicetre, Bellevue, Garches und am Mont Valerien sowie der Belagerung von Paris teil. Nach dem Vorfrieden von Versailles avancierte Brauchitsch Anfang März 1871 zum Sekondeleutnant.
Nach dem Krieg wurde er von März bis Juli 1874 zur Zentral-Turnanstalt kommandiert und am 1. Oktober 1874 zum Adjutanten des II. Bataillons ernannt. Am 18. Mai 1876 erfolgte mit Patent vom 5. September 1870 seine Versetzung in das 2. Schlesische Grenadier-Regiment Nr. 11 und stieg Ende Juli 1877 zum Premierleutnant auf. Zur weiteren Ausbildung absolvierte Brauchitsch ab Oktober 1879 für drei Jahre die Kriegsakademie. Mit der Ernennung zum Kompaniechef wurde er am 11. Februar 1886 in das Großherzogliche Mecklenburgische Jäger-Bataillon Nr. 14 nach Schwerin versetzt und Mitte Juni 1894 zum Major befördert. Am 18. April 1895 wurde er dem 1. Badischen Leib-Grenadier-Regiment Nr. 109 aggregiert und am 14. Juli 1895 zum Kommandeur des IV. Bataillons in Karlsruhe ernannt. Brauchitsch rückte Mitte August 1900 in den Regimentsstab auf und avancierte bis Ende März 1903 zum Oberst. Als solcher wurde er am 18. April 1903 zum Kommandeur des in Brieg stationierten 4. Schlesischen Infanterie-Regiments Nr. 157 ernannt. Brauchitsch erkrankte an Rheuma und hatte 1905 auch das Pech, auf einer Treibjagd angeschossen zu werden. Daher wurde er am 10. April 1906 mit der Berechtigung zum Tragen seiner Regimentsuniform zur Disposition gestellt. Am 29. Mai 1906 wurde er Kommandeur des Landwehrbezirks Karlsruhe und in dieser Stellung anlässlich des Ordensfestes im Januar 1908 mit dem Kronen-Orden II. Klasse ausgezeichnet. Unter Verleihung des Charakters als Generalmajor wurde Brauchitsch am 18. Oktober 1909 von seiner Stellung enthoben.
Er starb am 4. Februar 1916 in Potsdam.

### Familie
Brauchitsch heiratete am 23. April 1885 in Breslau Helene von Korn-Rudelsdorf (1866–1914). Das Paar hatte mehrere Kinder:
- Siegfried (* 1886), Dr. jur.
- Hertha (1887–1966) ⚭ 1898 Rudolf Falch (1880–1942), Regierungsrat
- Hildegard (* 1888)
- Konrad (1890–1947), Archiv-Direktor ⚭ 1919 Edith de la Barre (1895–1975), Eltern von Eberhard von Brauchitsch
- Auguste (* 1891)

⚭ 1912 Erich von Hornstein-Biethingen (1882–1914), Oberstleutnant, gefallen bei St. Quentin, Eltern von Erika von Hornstein
⚭ 1919 Ulrich von Sell (1884–1945)
- Helmuth (1892–1898)
- Eberhard (* 1895)